# Copa do Mundo de Remo
A Copa do Mundo de Remo é uma série de torneios internacionais de remo, a competição é realizada anualmente desde 1997, organizada pela Federação Internacional de Remo, O circuito é composto de três etapas - antes de 2001 eram quatro etapas -, que acontecem sobretudo no inicio do verão. Em cada evento os as sete primeiras equipes ou remadores acumulam pontos, até a definição da terceira e decisiva etapa. Durante a competição o líder ou equipe do evento veste uma camisa regata amarela. A Copa do Mundo é sobretudo realizada na Europa, apenas três anos foram fora do continente.